# Permendur
Permendur – stop żelaza z kobaltem i niewielkimi dodatkami wanadu (do 2%), tantalu i niobu.
Permendur charakteryzuje się bardzo wysoką indukcją nasycenia – do 2,43 T. Jest to obecnie najwyższa znana wartość indukcji nasycenia dla materiałów magnetycznie miękkich.
Rozróżnia się dwa podstawowe składy chemiczne permenduru:
- Permendur 49 z wysoką zawartością kobaltu (około 49%), który charakteryzuje się wyższą indukcją nasycenia, ale również zwiększonym kosztem stopu z uwagi na relatywnie drogi kobalt.
- Permendur 24 ze zmniejszoną zawartością kobaltu (około 24%), który jest tańszy, ale również jego indukcja nasycenia jest nieco mniejsza.

Siła F mechanicznego oddziaływania pomiędzy namagnesowanymi powierzchniami jest wprost proporcjonalna do kwadratu indukcji magnetycznej B:
{\displaystyle F\;\sim \;B^{2}}
Dlatego też permendur stosowany jest wszędzie tam, gdzie zachodzi konieczność uzyskania maksymalnej siły lub momentu siły i w konsekwencji sprawności urządzenia – na przykład w maszynach elektrycznych używanych w samolotach lub satelitach kosmicznych.